# 大日本帝国憲法第39条
大日本帝国憲法第39条（だいにほん/だいにっぽん ていこくけんぽう だい39じょう）は、大日本帝国憲法第3章にある、帝国議会についての規定である。

## 現代風の表記
- 両議院の一方において否決した法律案は、同会期中において再び提出することはできない。